# Syagrus matafome
Syagrus matafome är en enhjärtbladig växtart som först beskrevs av Gregório Gregorievich Bondar, och fick sitt nu gällande namn av Alex Drum Hawkes. Syagrus matafome ingår i släktet Syagrus och familjen Arecaceae. Inga underarter finns listade i Catalogue of Life.